# کارین برینسه
کارین برینسه (هلندی: Karin Brienesse؛ زادهٔ ۱۷ ژوئیه ۱۹۶۹) شناگر زن اهل هلند بود.
وی در مسابقات کشوری و بین‌المللی در مجموع برندهٔ ۱ مدال طلا، ۴ مدال نقره، ۵ مدال برنز شده‌است.